# Мордвинов, Владимир Иванович
Влади́мир Ива́нович Мордви́нов (1881—1971) — советский певец-тенор, исполнитель и пропагандист русской народной песни.

## Биография
Родился 26 декабря 1881 года[по какому календарю?] на хуторе Утёс Данковского уезда Рязанской губернии (ныне пос. Садовый Данковского района Липецкой области). Его отец, Иван Николаевич Мордвинов (1859—1917), был скрипачом, мать, Маргарита Ивановна (1856—1912) — певицей. Большое влияние на развитие внука оказала его бабушка Е. И. Раевская, писательница и художница.
Окончил Тульскую гимназию, затем учился в Московском филармоническом училище и в училище правоведения. Для завершения своего вокального образования выехал в Милан.
В 1901—1914 годах жил в Рязани, где занимал должность товарища прокурора. Организовал в Рязани Музыкальное общество и участвовал в организации и проведении его концертов не только в Рязани, но и в Данкове, Спасске и других городах губернии. На афишах он скрывал своё имя за тремя звёздочками или за псевдонимами — Миров, Мирович. В летние месяцы он приезжал на хутор Утёс, где устраивал концерты для крестьян.
Во время Первой мировой войны Мордвинов был начальником санитарного поезда, пел в концертах и участвовал в спектаклях в прифронтовой полосе.
С 1918 года Мордвинов стал вести преподавательскую деятельность. Среди его учеников были солисты Большого театра, артисты ансамбля песни и пляски им А. Д. Александрова, артисты оперных театров Москвы и других городов России. С 1920 года он работал в оперном театре Ставрополя, с 1922 года пел в ансамбле песни и пляски Московского военного округа и преподавал в Москве во многих высших музыкальных учебных заведениях.
Во время Великой Отечественной войны в составе концертных бригад выступал в госпиталях, воинских частях.
В. И. Мордвинов — автор ряда методических пособий по вокальному искусству, в числе которых «Практика основной работы по постановке голоса» (Под общ. ред. проф. В. А. Багадурова. — Москва; Ленинград: изд-во и типолитогр. Музгиза, 1948. — 67 с.). Сохранились также сотни его неопубликованных стихотворений, воспоминания о жизни на хуторе Утёс, об усадьбе Нечаевых-Мальцевых в селе Полибино, о семье художника Н. А. Философова из д. Нелядино (Паники), о концертных выступлениях в Данкове, Рязани, селе Никитском. Были напечатаны его воспоминания: Музыка в Рязани, 1908—1914. — Рязань: Поверенный, 2003. — 55 с. — ISBN 5-93550-059-0.
Умер 22 апреля 1971 года в Москве.